# Warnice, Hạt Myślibórz
Warnice [varˈnit͡sɛ] (tiếng Đức: Warnitz) là một ngôi làng thuộc khu hành chính của Gmina Dębno, thuộc quận Myślibórz, West Pomeranian Voivodeship, ở phía tây bắc Ba Lan. Nó nằm khoảng 14 kilômét (9 mi) phía bắc Dębno, 17 km (11 mi) phía tây nam Myślibórz và 64 km (40 mi) phía nam thủ đô khu vực Szczecin.
Ngôi làng có dân số 360 người.